# Mirococcopsis stipae
Mirococcopsis stipae är en insektsart som beskrevs av Borchsenius 1949. Mirococcopsis stipae ingår i släktet Mirococcopsis och familjen ullsköldlöss. Inga underarter finns listade i Catalogue of Life.